# Albert Deconinck
Albert Deconinck (Borlo, 4 november 1918 - Wervik, 7 november 1999) was een Belgisch politicus voor de Belgische Socialistische Partij en diens opvolger de Socialistische Partij. Hij was senator en burgemeester van Wervik.

## Levensloop
Deconinck begon zijn beroepsloopbaan als arbeider en werd nadien bediende. Hij was secretaris in Wervik en secretaris en voorzitter van het gewest Ieper bij het ABVV
Hij werd politiek actief voor de BSP en was voor deze partij van 1953 tot 1958 en vanaf 1965 gemeenteraadslid van Wervik.  Van 1954 tot 1961 was hij eveneens provincieraadslid van de provincie West-Vlaanderen. Tussen 1957 en 1958 was hij schepen van Wervik en tussen 1983 en 1988 was hij burgemeester van Wervik.
Van 1977 tot 1985 zetelde hij eveneens in de Belgische Senaat als provinciaal senator voor de provincie West-Vlaanderen. In de periode mei 1977-oktober 1980 zetelde hij als gevolg van het toen bestaande dubbelmandaat ook in de Cultuurraad voor de Nederlandse Cultuurgemeenschap, die op 7 december 1971 werd geïnstalleerd. Vanaf 21 oktober 1980 tot november 1981 was hij tevens korte tijd lid van de Vlaamse Raad, de opvolger van de Cultuurraad en de voorloper van het huidige Vlaams Parlement.